# Załubińcze
Załubińcze – historyczna część miasta Nowy Sącz, położona na północ od centrum miasta, w rejonie ulicy Lwowskiej, za rzeką Łubinką (stąd nazwa).

## Historia
Dawniej samodzielna wieś i gmina jednostkowa. Była to uboga i zaniedbana gmina. W 1890 roku na Załubińczu zakazano budowy domów drewnianych. Gmina nie chciała połączenia się z Nowym Sączem, a także radni nowosądeccy obawiali się bałaganu w porządku publicznym. 5 czerwca 1903 roku włączono do Nowego Sącza. 353 ha ziemi zamieszkiwało wtedy 3000 ludzi, co znacznie powiększyło obszar miasta, choć problemy z zaniedbaniem trwały przez wiele lat. Granicę nowoczesności wyznaczała odtąd ul. Lwowska, natomiast na dawnym Załubińczu było błoto i dziurawe drogi.